# 维洛济
维洛济（羅馬化：Villozi）是俄罗斯列宁格勒州的市级镇，属罗蒙诺索夫区，地处列宁格勒州西部杜杰尔戈夫斯科耶湖畔，位于区行政中心罗蒙诺索夫东南方，在州府圣彼得堡西南、加特契纳北偏西方，镇以北为圣彼得堡直辖市管辖范围。
1817年首次提及；2017年设市级镇，此前为村庄。该地2021年人口有4,735人；2010年人口3,895人；2002年人口3,064人。